# ミハイル・アルティン
ミハイル・アルティン（Michael Artin ドイツ語発音: [ˈaʁtiːn]、1934年6月28日 - ）は、アメリカ合衆国の数学者で、マサチューセッツ工科大学の数学部門の名誉教授であり、代数幾何学への貢献で著名である
。父親は同じく数学者のエミール・アルティン。「ミハイル」はドイツ語読みで、英語読みで「マイケル」とも呼ばれる。

## 生涯と経歴
アルティンはドイツのハンブルクに生まれ、インディアナで育った。両親はナターリア・ナウモフナ・ジャスニーとエミール・アルティン(20世紀の卓越した代数学者)である。アルティンの母方の祖父がユダヤ人であったため、両親は1937年にドイツを離れた。姉であるカリン・テイト (Karin Tate) は1980年代後半までジョン・テイトと結婚していたため、アルティンはテイトの義理の弟だった。
アルティンはプリンストン大学で学部生活を送り、1955年学士号を得た。そしてハーバード大学に移り、オスカー・ザリスキの下で1960年博士号を授与された。博士論文は、エンリケス曲面に関する内容だった。
1960年代初め、アルティンはIHÉSで過ごし、アレクサンドル・グロタンディークと協力して、トポス理論とエタール・コホモロジーに関するSéminaire de Géométrie Algébrique du Bois MarieのSGA4巻に貢献した。アルティンはバリー・メイザーと協力して、代数幾何学の別の重要なツールであるエタール・ホモトピーを定義し、より一般的に(ナッシュ近似のような)代数幾何学からのアイデアをコンパクトな多様体の微分同相の研究に応用した。スキームの圏における表現可能関手の特徴づけの問題に関するアルティンの業績は、「存在定理」のみならず局所環におけるアルティンの近似定理を導いた。この業績は代数空間と代数的スタックのアイデアを生み出し、モジュライ理論において大変影響力のある結果を証明した。さらに、代数多様体の変形理論に重要な貢献をした。ピーター・スウィンナートン＝ダイアーと共同で、有限体上の楕円K3曲面と楕円曲線束に関するシャファレヴィッチ・テイト予想の解法を与えた。アルティンは基本的で重要な曲面の特異点の理論に貢献した。有理特異点と基本サイクルはアルティンの真の独創性と思索の例である。アルティンは代数幾何学から非可換代数(非可換環)の理論、その中でもシムション・アミツールの講演とシカゴ大学におけるクラウディオ・プロチェシとランス・W・スモールと共同での「環論への初めての進出を促進する」出会い の後、特に幾何学的側面へと興味を変え始めた。今日、アルティンは非可換代数幾何学の世界的リーダーとして認められている。
2002年、アルティンは生涯の業績に対してアメリカ数学会のスティール賞を受賞した。2005年、ハーバード百周年記念メダルを受賞した。2013年ウルフ賞を受賞し、2015年大統領のバラク・オバマからアメリカ国家科学賞を授与された。アルティンはまた米国科学アカデミー(1969)の、アメリカ芸術科学アカデミー(1969)の、アメリカ科学振興協会の、SIAM (学会)の、そしてアメリカ数学会のフェローである。アルティンはオランダ王立芸術科学アカデミーの外国人会員で、モスクワ数学会の名誉フェローであり、ハンブルクの大学群とベルギーのアントウェルペンから名誉学位を授与されている。1966年モスクワでの国際数学者会議に招待され、アルティンは「スキームのエタール・トポロジー」というテーマで講演した。

## 著作物

### 著書
- with Barry Mazur:  Etale homotopy. Berlin; Heidelberg; New York: Springer. (1969)
- Algebraic spaces. New Haven: Yale University Press. (1971)
- Théorie des topos et cohomologie étale des schémas. Berlin; New York: Springer-Verlag. (1972)
- in collaboration with Alexandru Lascu & Jean-François Boutot:  Théorèmes de représentabilité pour les espaces algébriques. Montréal: Presses de l'Université de Montréal. (1973)
- with notes by C.S. Sephardi & Allen Tannenbaum:  Lectures on deformations of singularities. Bombay: Tata Institute of Fundamental Research. (1976)
- Algebra. Englewood Cliffs, N.J.: Prentice Hall. (1991)  2nd edition. Boston: Pearson Education. (2011)[6]

### 編著
- with David Mumford:  Contributions to algebraic geometry in honor of Oscar Zariski. Baltimore: Johns Hopkins University Press. (1979)
- with John Tate:  Arithmetic and geometry : papers dedicated to I.R. Shafarevich on the occasion of his sixtieth birthday. Boston: Birkhäuser. (1983)
- with Hanspeter Kraft & Reinhold Remmert:  Duration and change : fifty years at Oberwolfach. Berlin; New York: Springer-Verlag. (1994)